# Dobrowo
Dobrowo [pronunciación en polaco: /dɔˈbrɔvɔ/] (en alemán: Dubberow) es un pueblo ubicado en el distrito administrativo de Gmina Tychowo, dentro del condado de Białogard, Voivodato de Pomerania Occidental, en el noroeste de Polonia. Se encuentra a unos 12 kilómetros al noroeste de Tychowo, a 9 kilómetros al este de Białogard, y a 120 kilómetros al noreste de la capital regional Szczecin.
El pueblo tiene una población de 770 habitantes.

## Residentes notables
- Ewald von Kleist-Schmenzin (1890 - 1945), luchador de la resistencia.